# セレト川
セレト川（セレトがわ、ウクライナ語: Серет）はウクライナのリヴィウ州、テルノーピリ州を流れるドニエストル川左岸の支流である。
全長242km、流域面積3900km²。セレト川に面する市としてはテルノーピリ、テレボーウリャ、チョルトキーウ(ru)がある。